# 長吻偽大眼鮋
長吻偽大眼鮋，為輻鰭魚綱鮋形目鮋亞目鮋科的其中一種深海魚類，其种加词“longirostris”意为“长吻的”。分布於西南太平洋諾福克島海域，體長可達4.8公分，棲息在底中層水域，生活習性不明。